# فاكوندو كاسترو
فاكوندو كاسترو (بالإسبانية: Facundo Alfredo Castro)‏ (28 فبراير 1996 في الأرجنتين - ) هو لاعب كرة قدم أرجنتيني في مركز الهجوم. لعب مع نادي راسينغ ويونيون دي سانتا في.

## روابط خارجية
- فاكوندو كاسترو على موقع قاعدة بيانات كرة القدم.إي يو (الإنجليزية)
- فاكوندو كاسترو على موقع Soccerway.com (الإنجليزية)
- فاكوندو كاسترو على موقع AS.com (الإسبانية)